# Писцы Древнего Египта

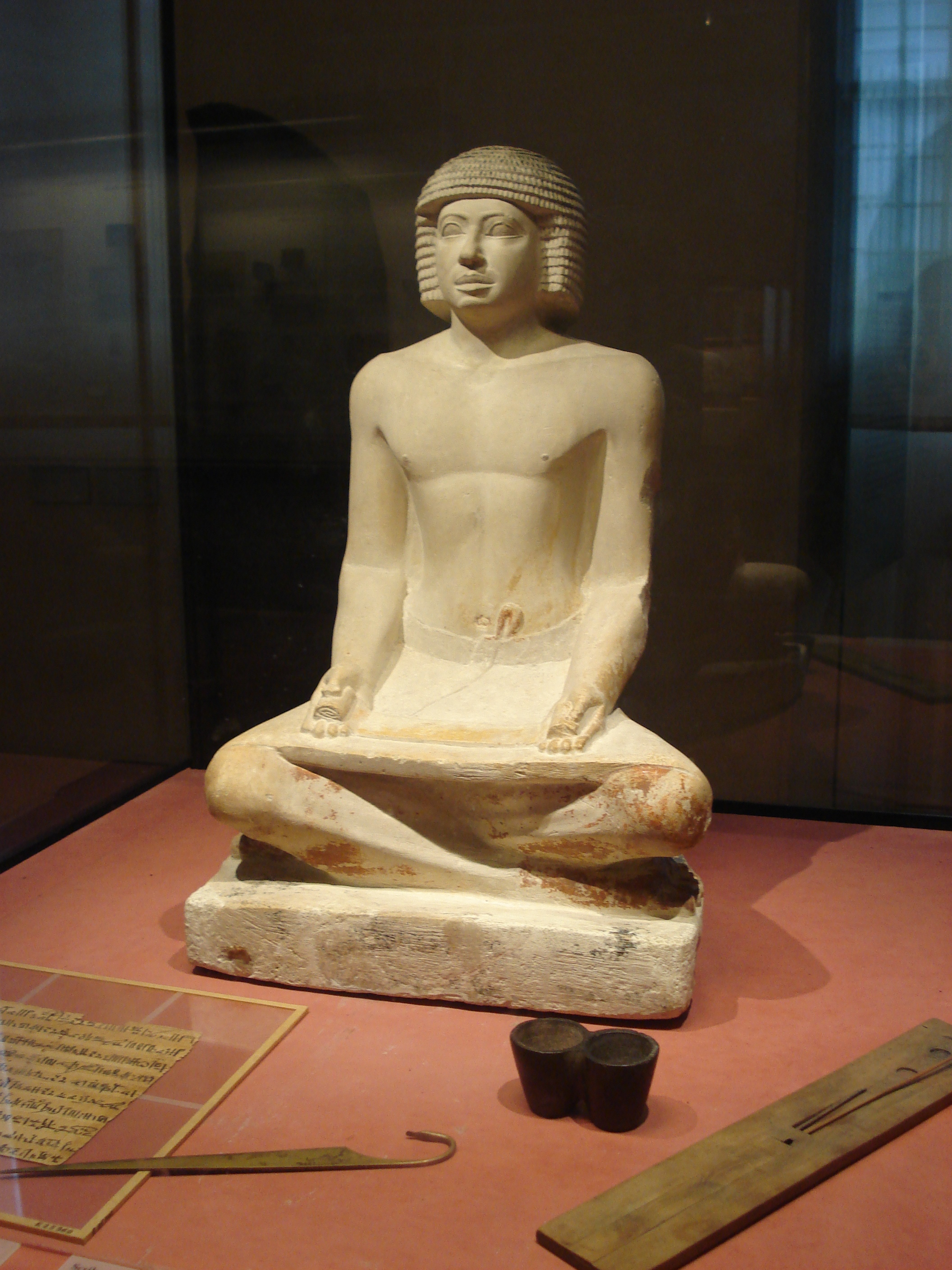
Сидящий писец с развёрнутым папирусом на коленях (2500—2350 годы до н. э.; Лувр; инв. A 42)

Писцы Древнего Египта (иерограмматеи, гарпедонапты) — привилегированный класс древнеегипетского общества, обладающий широкими познаниями в арифметике, грамоте иероглифического, иератического (со второй половины I в. до н. э.) и логографического (демотического) письма.
Образованные люди занимали позиции учителей, счетоводов, переводчиков, переписчиков, литераторов и административных служащих. Писцы имели свою иерархию: руководители, наставники, инспекторы, помощники. На нижних позициях писцы работали секретарями, а на верхних занимали высокие государственные посты, оказывая влияние на политику.
Согласно Клименту Александрийскому, писцы были третьим классом египетской жреческой касты.
Греческие писатели обозначали писцов словом гарпедонапт («натягивающий верёвку»), что, видимо, продиктовано использованием прямоугольного треугольника с отношением сторон 3, 4, 5 («Пифагорова тройка»), образованного натянутой верёвкой, для измерения земельных участков.
Божественными покровителями писцов, кому возносили молитвы, были бог «повелитель времени» Тот, богиня письменности Сешат.

## Атрибуты

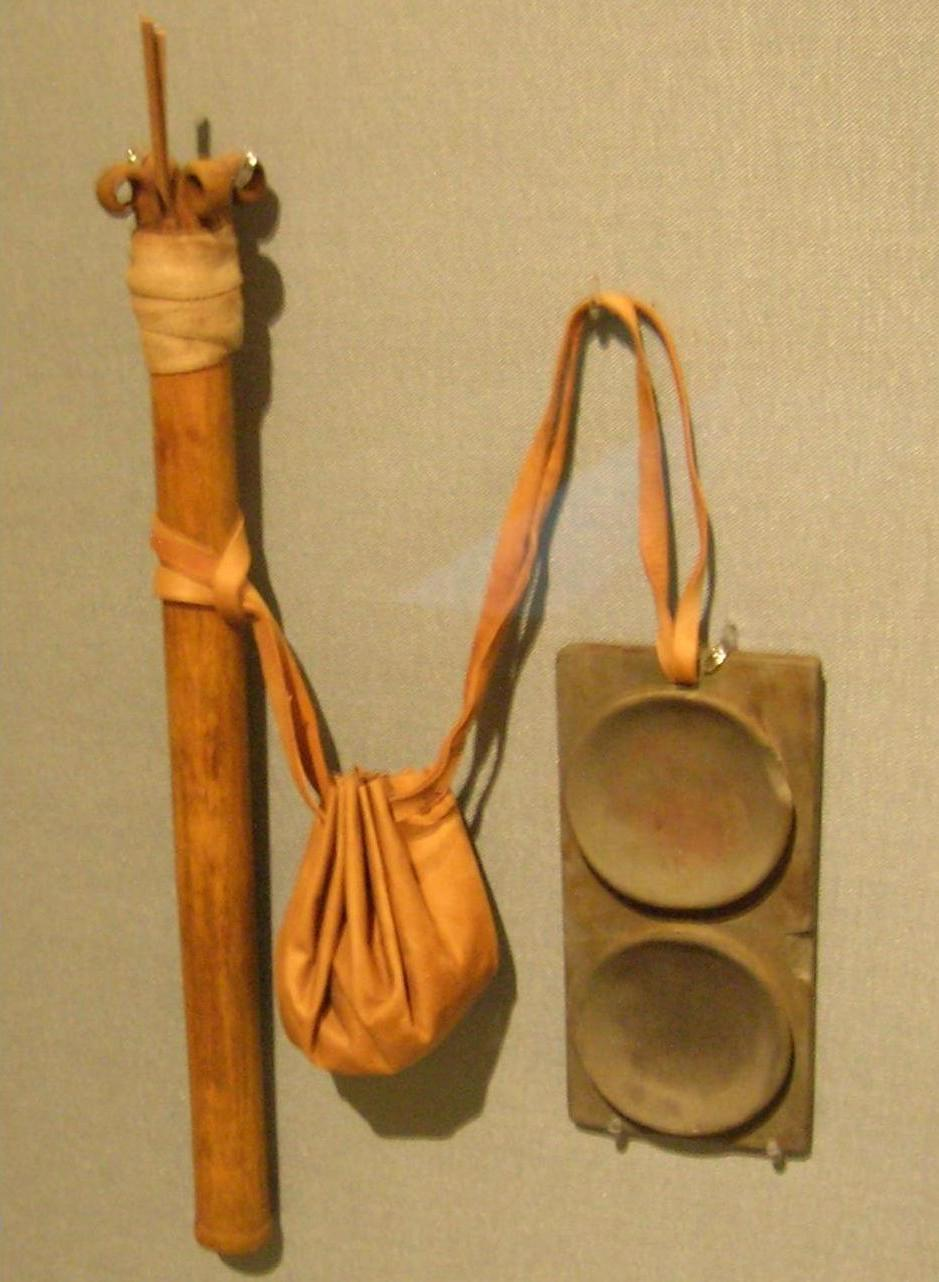
Набор древнеегипетского писца

Рабочей униформой писца была простая льняная юбка. С собой писец носил:
- пенал-палетку из дерева или слоновой кости, висящий на шее, для хранения красок и тростниковых палочек;
- чёрную и красную краски в твёрдом виде. Растительный клей смешивали с древесным углём или охрой.
- глиняную или черепаховую баночку для воды, чтобы растворять краски;
- расщеплённую на конце в виде кисточки тростниковую палочку;
- скребок для папируса, чтобы соскабливать неверно написанное;
- небольшой свиток папируса;
- иногда печать для запечатывания документов.

«Побратайся со свитком и с письменным прибором» — советует жрец Небмаатранахт.
В религиозных процессиях писцы занимали третье место, имея перья на голове, а в руке свиток, линейку, чернила и палочку для письма (фр. calame‎).

## Образование
Система образования в Древнем Египте предполагала изучение многих дисциплин, профилирующими из которых для продолжавших своё обучение состоявшихся писцов становились узкие специальности архитектора, врача, юриста, жреца, или чиновника. Для особо одарённых образованных людей были открыты врата «Домов жизни» при храмах, где, кроме обычных помещений школы, существовали библиотеки и комнаты переписчиков. Во времена правления XIX—XX династий «Дома жизни» стали отчасти и политическими центрами, в которых обсуждались важные государственные вопросы.
С конца Древнего Царства писцы составили некую отдельную касту, поскольку зачастую дети шли по стопам своих родителей. При дворе фараона имелись школы подготовки чиновников, куда стремились попасть представители среднего зажиточного класса. Примечателен текст «Поучение Хети, сына Дуафа, своему сыну Пепи», где отец наставляет сына по пути в школу при дворе и хвалит профессию писца, сравнивая её с другими, по его мнению, менее достойными ремёслами.
Женщины в Древнем Египте, пользуясь практически равными с мужчинами правами, также достигали высоких позиций в административном управлении, властных структурах, становились писцами. Известно имя женщины-чати (визиря) Небет при VI династии.

## Обязанности

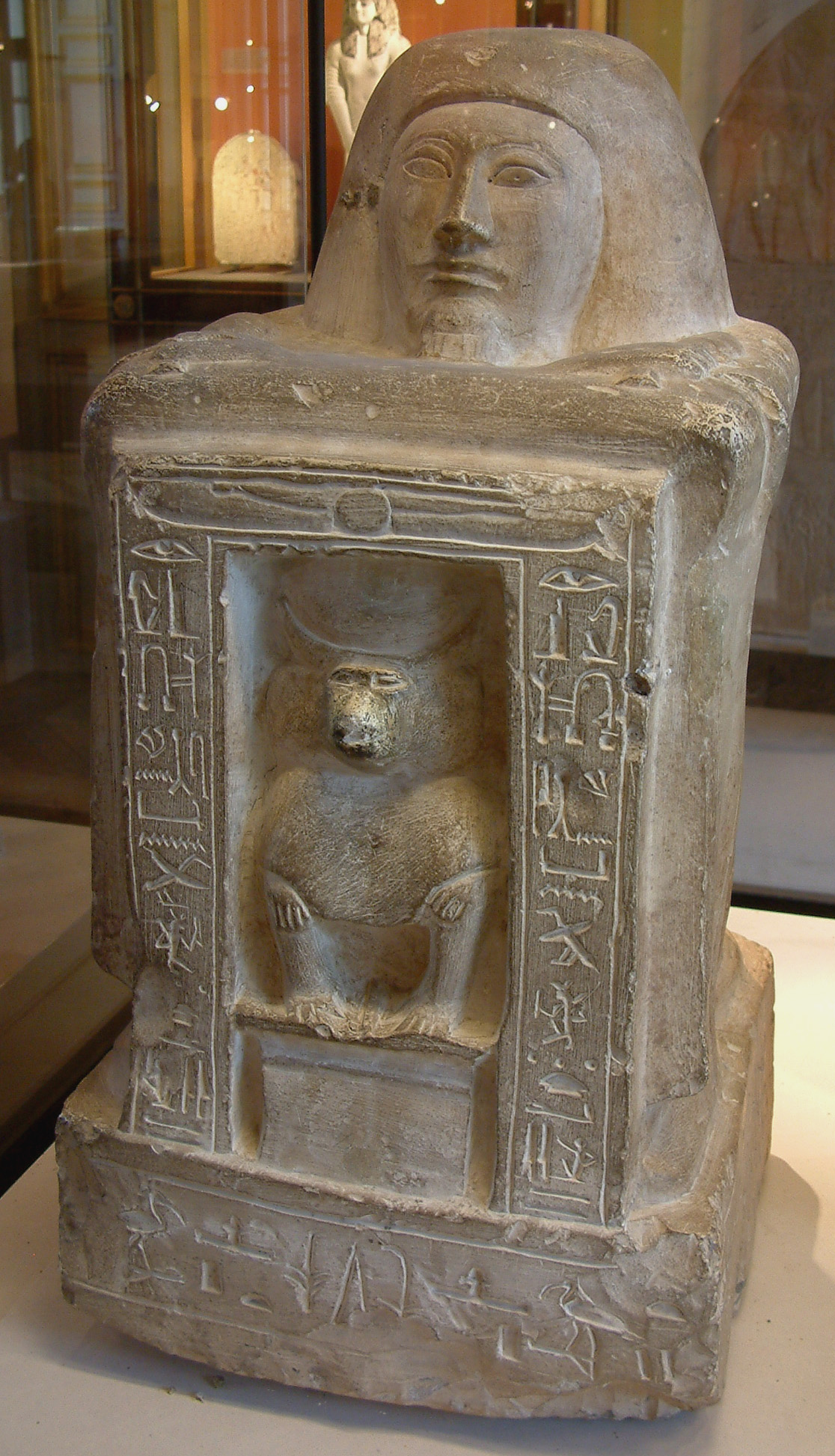
Статуя писца Хаи с изображением бога Тота. Новое царство

Писцы составляли интеллектуальную элиту, управляющую административной и экономической деятельностью страны. Они вели учёт в храмах, армии, ведали министерствами при дворе фараона, руководили ремесленниками и художниками при возведении и декорировании памятников архитектуры, рассчитывали налоги и уровень урожая. К писцам обращались остальные неграмотные граждане для составления прошений, договоров и прочих документов.
Из дошедших до наших дней письменных документов известно о следующих должностях писцов:
- главный писец казначейства;
- писец-переписчик постановлений;
- архивист;
- писец при храме;
- учётчик подношений;
- хранитель царских свитков;
- писец отдела кадров;
- писец кадастра;
- переписчик скота;
- секретарь суда;
- писец административного здания;
- учётчик призывников;
- сопровождающий писец;
- и др.

Известен составитель папируса Ринда Агамезу или Ахмес, живший при царе из второй династии гиксосов Ра-а-усе, другое имя которого было Апепа (Апофис у греков), между 2000 и 1700 годами до н. э.

## Документальные фильмы
- 2013 — Писцы Древнего Египта / Scribes of Ancient Egypt / Le Scribe qui dessine (реж. Бернар Жорж / Bernard George)